# Terellia longicauda
Terellia longicauda är en tvåvingeart som först beskrevs av Johann Wilhelm Meigen 1838.  Terellia longicauda ingår i släktet Terellia och familjen borrflugor. Inga underarter finns listade i Catalogue of Life.